# Рогув-Легницький
Рогув-Легницький (пол. Rogów Legnicki, нім. Rogau) — село в Польщі, у гміні Проховиці Легницького повіту Нижньосілезького воєводства.
Населення — 322 особи (2011).
У 1975-1998 роках село належало до Легницького воєводства.

## Демографія
Демографічна структура станом на 31 березня 2011 року:
|          | Загалом | Допрацездатний вік | Працездатний вік | Постпрацездатний вік |
| -------- | ------- | ------------------ | ---------------- | -------------------- |
| Чоловіки | 162     | 27                 | 117              | 18                   |
| Жінки    | 160     | 32                 | 96               | 32                   |
| Разом    | 322     | 59                 | 213              | 50                   |